# Chính trị Bỉ
Chính trị Bỉ đi theo nguyên mẫu nhà nước liên bang dân chủ đại nghị và theo chế độ quân chủ lập hiến, theo đó Vua của người Bỉ là nguyên thủ quốc gia và Thủ tướng Bỉ là người đứng đầu chính phủ trong một hệ thống đa đảng. Quyền hành pháp do chính phủ thực hiện. Quyền lập pháp ở cấp liên bang được trao phó cho cả chính phủ và nghị viện lưỡng viện, bao gồm Thượng viện và Viện Dân biểu. Vương quốc Bỉ được hợp thành bởi nhiều cộng đồng (trên cơ sở ngôn ngữ) và vùng (trên cơ sở lãnh thổ). Vị quân chủ hiện tại của người Bỉ là Phillippe; ông đăng quang vào ngày 21 tháng 7 năm 2013 và trở thành vị quân chủ thứ 7 của Vương tộc Bỉ.
Từ khoảng năm 1970, các đảng phái chính trị–dân tộc lớn tại Bỉ, bên cạnh việc bảo vệ ý thức hệ của mỗi đảng, đã phân hóa thành các nhóm lợi ích đại diện cho quyền lợi của cộng đồng dân tộc mình. Các đảng phái chính trị này thuộc ba khuynh hướng chính trị lớn và lân cận chủ nghĩa trung dung: phe Tự do chủ nghĩa ở cánh hữu, phe Dân chủ Kitô giáo theo chủ nghĩa bảo thủ xã hội và phe Xã hội chủ nghĩa ở cánh tả. Nhiều đảng phái chính trị mới và không kém phần quan trọng bao gồm các đảng Xanh và, chủ yếu tại vùng Vlaanderen, một số đảng cực hữu theo chủ nghĩa dân tộc. Chính trị Bỉ chịu ảnh hưởng của các tổ chức vận động hành lang, chẳng hạn như các liên đoàn lao động và tổ chức giới chủ–điển hình là Liên đoàn doanh nghiệp Bỉ. Trên thực tế, nguyên tắc đa số tuyệt đối thường bị thay thế bởi một quá trình ra quyết định mang tính bang liên, theo đó nhóm thiểu số (chẳng hạn như cộng đồng người Bỉ nói tiếng Pháp) được hưởng các cơ chế bảo hộ quan trọng ngang qua hình thức đa số đủ điều kiện (2/3 tổng số phiếu của 2 cộng đồng ngôn ngữ chính và quá bán số phiếu của mỗi một cộng đồng ngôn ngữ chính). Theo bộ chỉ số dân chủ V-Dem, Bỉ là nước có mức độ dân chủ đại nghị đứng thứ 8 trên thế giới vào năm 2023.

## Hiến pháp
Hiến pháp Bỉ, nguồn luật chính và nền tảng của hệ thống chính trị nước Bỉ, được thông qua vào ngày 7 tháng 2 năm 1831. Bộ luật cơ bản này đã trải qua nhiều lần tu chính, trong số đó hai đợt tu chính năm 1970 và năm 1993 có tầm quan trọng nhất định.
Vào năm 1970, trong bối cảnh tranh chấp giữa cộng đồng người Bỉ nói tiếng Hà Lan và cộng đồng người Bỉ nói tiếng Pháp tại thủ đô Bruxelles ngày càng gia tăng, Chính phủ Bỉ đã ra tuyên bố cho rằng "kiểu nhà nước tập quyền [của Bỉ], cùng với cơ cấu và chức năng của nó theo quy định của pháp luật, hiện đã trở nên lỗi thời."   Bản Hiến pháp mới của Bỉ đã thừa nhận những khác biệt về phương diện vùng miền cũng như phương diện chủ nghĩa cộng đồng trong nội bộ nước này, và tìm cách hòa giải những sự khác biệt trên ngang qua việc phân bổ quyền lực xuống các cấp cộng đồng ngôn ngữ và cấp vùng.
Đến năm 1993, nghị viện Bỉ đã thông qua một gói cải cách Hiến pháp nhằm hoàn thiện thể chế nhà nước liên bang của nước Bỉ.

## Chính phủ

### Nhánh hành pháp
| Những viên chức chủ chốt | Những viên chức chủ chốt | Những viên chức chủ chốt | Những viên chức chủ chốt |
| Chức vụ                  | Tên                      | Đảng                     | Từ                       |
| ------------------------ | ------------------------ | ------------------------ | ------------------------ |
| Quốc vương               | Philippe Ⅰ               | —                        | 21 tháng 7 năm 2013      |
| Thủ tướng                | Alexander De Croo        | Open VLD                 | 1 tháng 10 năm 2020      |

##### Nguyên thủ quốc gia
- Philippe Ⅰ
- Vua của người Bỉ

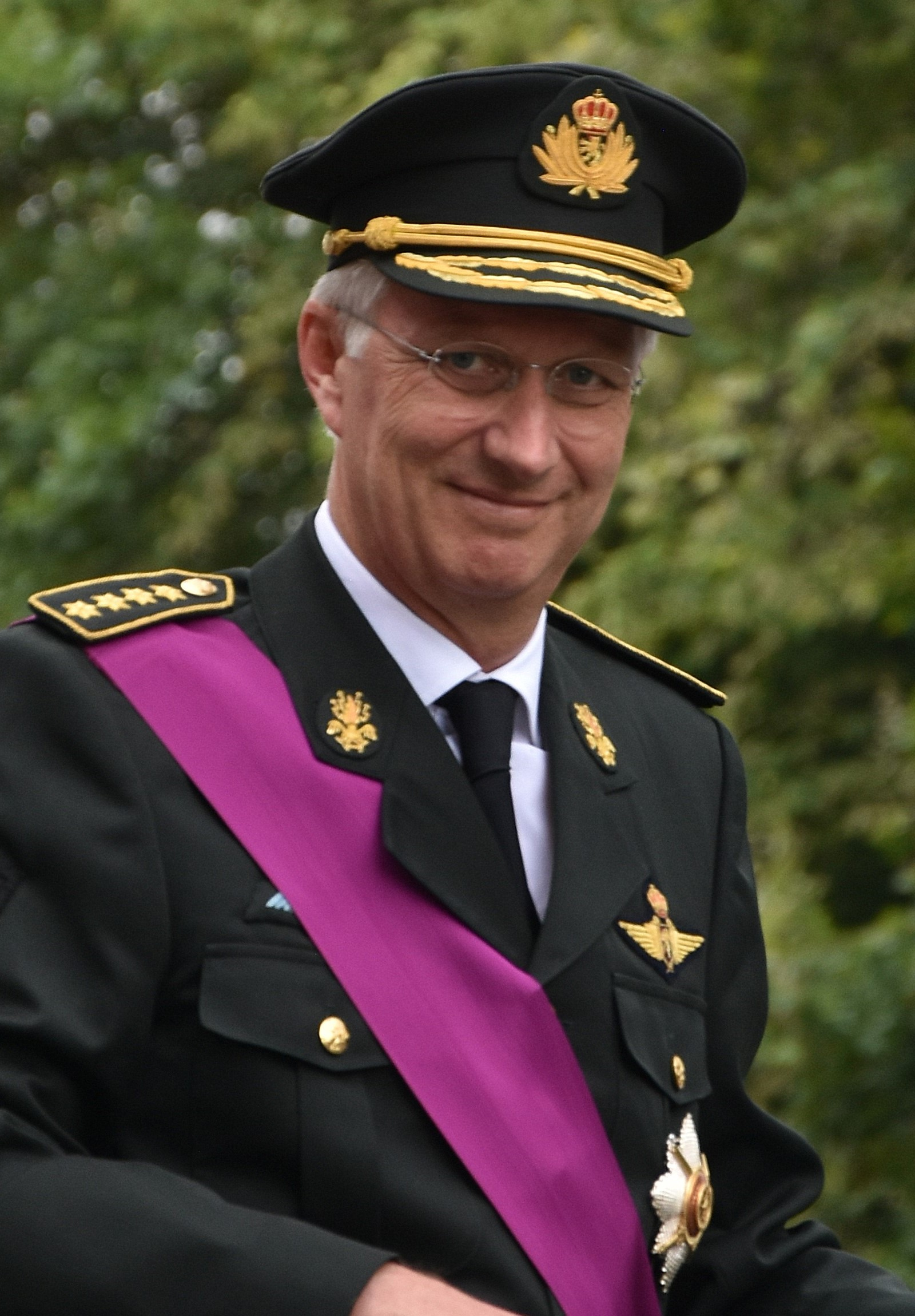

Vị quân chủ của Bỉ, với tước hiệu Vua của người Bỉ (hay Nữ vương của người Bỉ trong trường hợp vị quân chủ là nữ giới), là nguyên thủ quốc gia của Bỉ với nhiệm kỳ trọn đời. Các nghĩa vụ của nhà vua được quy định đầy đủ trong Hiến pháp và một số đạo luật khác có liên quan. Quốc vương đương nhiệm của Bỉ là Phillippe I; ông lên ngôi sau khi Quốc vương Albert II thoái vị vào ngày 21 tháng 7 năm 2013.
Với tư cách là nguyên thủ quốc gia, vị quân chủ Bỉ chỉ có quyền lực mang tính tượng trưng, song lại đóng vai trò là biểu tượng của sự đoàn kết nhân dân Bỉ và là đại biểu cho bản sắc dân tộc Bỉ. Chức năng chính của vị quân chủ Bỉ là bổ nhiệm một lãnh tụ đảng làm người thành lập chính phủ sau khi kết thúc thời kỳ bầu cử hoặc sau khi một chính phủ bị giải tán. Trong trường hợp nghị viện liên bang bỏ phiếu bất tín nhiệm, Chính phủ buộc phải giải tán và hạ nghị viện sẽ trình trước vị quân chủ một vị Thủ tướng mới.
Một trong những nguyên tắc quan trọng của chế độ quân chủ lập hiến đó là "Nhà vua trị vì nhưng không cai trị." Vị quân chủ Bỉ nắm giữ cả quyền hành pháp lẫn quyền lập pháp, tuy nhiên việc thi hành các quyền này đã được quy định cách nghiêm ngặt trong Hiến pháp. Các quyền hợp hiến của nhà vua được truyền lại cho người con đầu tiên, tự nhiên và hợp pháp của nhà vua đương nhiệm hoặc cho người con thứ, tự nhiên và hợp pháp của nhà vua tiền nhiệm (trường hợp nhà vua đương nhiệm không có con nhưng có em còn sống) theo chế độ thế tập, và người thừa kế ngai vàng phải thuộc dòng dõi trực hệ của cố quốc vương Léopold Ⅰ. Hơn nữa, bất kỳ hậu duệ hợp pháp nào cố tình kết hôn mà không có sự đồng ý của vị quân chủ thì sẽ bị tước quyền thừa kế vương vị.
Vị quân chủ Bỉ được hưởng quyền miễn trừ đối với nguyên thủ quốc gia, không thể bị tòa án buộc tội và các bộ trưởng của vị quân chủ sẽ là bên chịu trách nhiệm; kỳ thực quyền miễn trừ trên gắn liền với chức nguyên thủ quốc gia của vị quân chủ, trái ngược với quan điểm phổ biến cho rằng quyền miễn trừ của vị quân chủ Bỉ gắn liền với tước vị Vua của người Bỉ. Để chi trả cho các chi phí phát sinh trong thời kỳ vị quân chủ thực hiện những nghĩa vụ của người đứng đầu nhà nước, luật pháp Bỉ quy định một danh sách những thành viên vương thất được hưởng tiền trợ cấp do nghị viện phân bổ khi nhiệm kỳ của vị quân chủ bắt đầu cũng như trong suốt nhiệm kỳ ấy. Trước khi chính thức đăng quang, nhà vua phải tuyên thệ cách trọng thể trước mặt nghị viện lưỡng viện rằng: "Tôi xin thề tuân thủ Hiến pháp và pháp luật của nhân dân Bỉ, bảo vệ nền độc lập dân tộc và toàn vẹn lãnh thổ của nước ta."
Một trong những đặc quyền của vị quân chủ Bỉ đó là bổ nhiệm và bãi nhiệm chức vụ bộ trưởng. Theo truyền thống từ thời cố Quốc vương Léopold Ⅰ, vị quân chủ Bỉ sẽ bổ nhiệm một người phụ trách việc thành lập một bộ (tiếng Pháp: formateur). Qua đó, vị quân chủ gián tiếp bổ nhiệm Thủ tướng và thông qua vị Thủ tướng, vị quân chủ gián tiếp thiết lập một liên danh và một phe đa số tại Nghị viện; dù vậy, một chính phủ chỉ được thiết lập sau khi được Nghị viện bỏ phiếu tín nhiệm. Về việc bổ nhiệm các bộ trưởng, thì vị bộ trưởng tân nhiệm sẽ ký tên vào văn bản bãi  nhiệm vị bộ trưởng tiền nhiệm, đồng thời vị bộ trưởng tiền nhiệm ký tên vào văn bản bổ nhiệm vị bộ trưởng tân nhiệm. Tuy nhiên, trong trường hợp vị bộ trưởng tiền nhiệm từ chối ký vào văn bản bãi nhiệm chức vụ của mình thì vị bộ trưởng tân nhiệm sẽ ký vào cả hai văn bản trên.
Vị quân chủ Bỉ cũng là người thống lĩnh các lực lượng vũ trang và quyền thống lĩnh này không được trao phó cho Bộ trưởng Bộ Ngoại giao sau khi Chiến tranh thế giới thứ hai kết thúc. Trước thời điểm nói trên thì quyền chỉ huy quân đội là một trong những quyền riêng có của vị quân chủ Bỉ, trong khi những chính trị gia soạn thảo Hiến pháp thì muốn quyền này được thuộc về một bộ. Cựu Quốc vương Léopold Ⅰ là người đã giành lấy quyền chỉ huy các lực lượng vũ trang cho mình sau khi ông đăng quang vào năm 1831 để có thể kịp thời lãnh đạo quân đội chống lại các cuộc tấn công xâm lược của Hà Lan. Vào thời điểm ấy, không ai phản đối động thái này của nhà vua vì họ coi ông là chiến lược gia tài ba nhất của nước Bỉ đương thời.

#### Chính quyền liên bang
Quyền hành pháp ở cấp độ liên bang do Hội đồng Bộ trưởng (bao gồm thủ tướng và các bộ trưởng) và các quốc vụ khanh (tức các công chức nằm dưới quyền các bộ trưởng, thuộc Chính phủ Liên bang nhưng không thuộc Hội đồng Bộ trưởng) thực hiện.
Các thành viên của Chính phủ Liên bang được bổ nhiệm bởi vị Quân chủ Bỉ và là thành viên của các đảng phái chính trị thuộc phe chấp chính.
Chính phủ Liên bang phải được Viện Dân biểu bỏ phiếu tín nhiệm.
Tổng số thành viên của Hội đồng Bộ trưởng không vượt quá 15 người nếu tính cả thủ tướng. Bên cạnh đó, số lượng bộ trưởng nói tiếng Hà Lan phải ngang bằng với số lượng bộ trưởng nói tiếng Pháp, với ngoại lệ duy nhất là thủ tướng.
Bộ trưởng là người đứng đầu một bộ của Chính phủ. Thủ tướng và các bộ trưởng phải điều hành chính phủ cùng nhiều dịch vụ công khác; bên cạnh đó, các bộ trưởng chịu trách nhiệm đối với các chính sách cũng như hiệu quả hoạt động của Bộ do mình phụ trách trước Viện Dân biểu.

#### Chính quyền cấp vùng và cấp cộng đồng
Nghị viện và chính phủ cấp vùng và cấp cộng đồng có thẩm quyền đối với lĩnh vực vận tải, công trình công cộng, thủy cục, văn hóa, giáo dục, y tế công cộng, môi trường, gia cư, quy hoạch sử dụng đất, kinh tế và công nghiệp. Các thiết chế này thu ngân sách dựa trên một hệ thống chia sẻ doanh thu; có thẩm quyền áp dụng một số ít sắc thuế (chủ yếu là phụ phí) và cho vay; có quyền đặc thù trong việc thiết lập điều ước đối với những vấn đề xảy ra trong khu vực tài phán của mình. Dự toán chi của các vùng và cộng đồng chiếm hơn 30% trong tổng chi tiêu công (không tính các khoản chi trả lãi vay), mặc dù 80% nguồn thu ngân sách của các vùng lãnh thổ đến từ ngân sách quốc gia của Bỉ; đồng thời, Chính phủ Liên bang kiểm soát 100% vấn đề an ninh xã hội, và hạn chế cách nghiêm ngặt chính sách đánh thuế của các thực thể liên bang. Vì lý do đó, các tổ chức tại Bỉ kiểm soát được trên 90% mức thuế hiệu dụng chung đối với cá nhân và doanh nghiệp.
Mặc dù từ năm 1993, điều 35 của Hiến pháp yêu thiết lập danh sách các thẩm quyền liên bang để thay thế thẩm quyền cấp vùng và cấp cộng đồng, tuy nhiên cho đến nay danh sách này vẫn chưa được thiết lập. Vì vậy, chính quyền liên bang tiếp tục thực thi các thẩm quyền không được ủy nhiệm cho các cấp thấp hơn.
Các đảng phái chính trị vùng Vlaanderen thường ủng hộ quyền tự trị ở cấp cộng đồng (và cấp vùng), bao gồm tự chủ tài chính và tự chủ thuế; trong khi đó, các đảng phái chính trị của cộng đồng nói tiếng Pháp thì phản đối yêu sách nói trên – họ ủng hộ sự kiểm soát chặt chẽ của nhà nước.
Sau đây là danh sách các lãnh đạo vùng và cộng đồng tại Bỉ kể từ tháng 10 năm 2019:
- Thủ hiến Vùng Bruxelles-Thủ đô: Rudi Vervoort (PS)
- Thủ hiến Vlaanderen (cấp cộng đồng + cấp vùng): Matthias Diependaele (N-VA)
- Thủ hiến Wallonie: Adrien Dolimont (MR)
- Thủ hiến Cộng đồng người Bỉ nói tiếng Pháp: Élisabeth Degryse (LE)
- Thủ hiến Cộng đồng người Bỉ nói tiếng Đức: Oliver Paasch (ProDG)